# 大溝陣屋

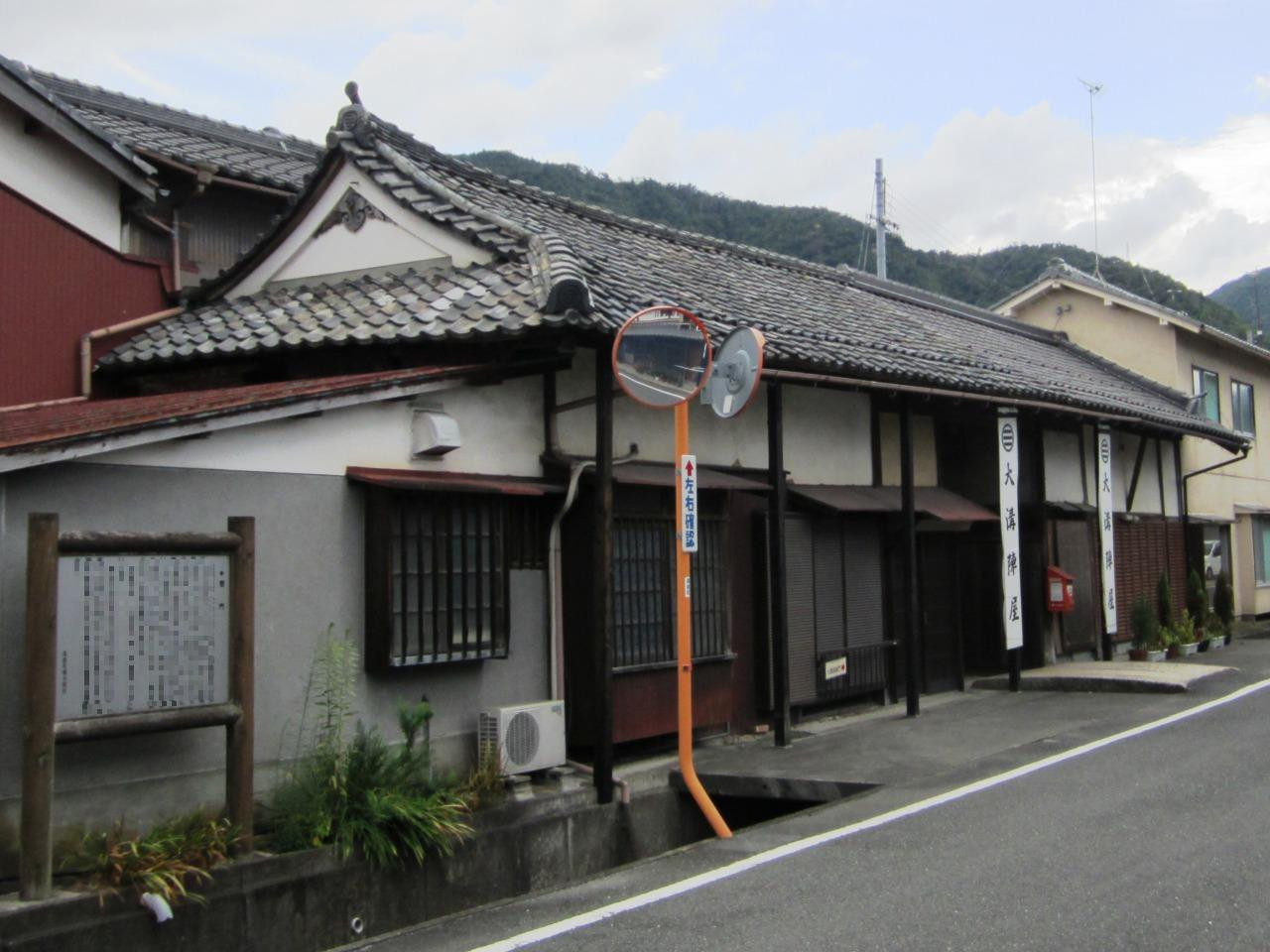
大溝陣屋 長屋門

大溝陣屋（おおみぞじんや）は近江国高島郡（現在の滋賀県高島市勝野）にあった、大溝藩の藩庁である。

## 概要
元亀3年（1572年）織田信長が高島郡に進攻すると、天正7年（1579年）津田信澄が高島郡を領し、明智光秀の縄張りで大溝城が築かれた。天正10年（1582年）本能寺の変で信澄は明智光秀の娘を正室にしていたことから、大坂で殺害されてしまった。信澄の後には、丹羽長秀・加藤光泰・生駒親正・京極高次と目まぐるしく城主が替わったが、京極高次が近江八幡へ転封となった後は無城主となっていた。
元和5年（1619年）分部光信が伊勢国上野より2万石で入封した。しかし、元和の一国一城令の対象となり、三の丸を残して大溝城を破壊してしまった。
分部氏は三の丸に陣屋を構え、11代続き明治維新を迎えた。
2015年（平成27年）4月24日、「琵琶湖とその水辺景観－ 祈りと暮らしの水遺産 」の構成文化財として日本遺産に認定される。

## 遺構
扉は失われているものの、「総門」と呼ばれる長屋門が現存している。武家屋敷地への出入り口の正門であったと考えられている。宝暦5年（1755年）の大改修を経て、近年まで民家として使われていた。現在は高島市が買い上げ、高島市の有形文化財にも指定されている。